# Contrazione isotonica
La contrazione isotonica è una modalità di contrazione muscolare. Esistono quattro modalità di contrazione muscolare:
1. Isotonica:
  - contrazione isotonica concentrica: il tono rimane costante, la forza muscolare è superiore alla resistenza, il muscolo si accorcia;[1]
  - contrazione isotonica eccentrica: il tono rimane costante, la forza muscolare è inferiore alla resistenza, il muscolo si allunga;[1][2]
2. Auxotonica:
  - contrazione auxotonica è un tipo particolare di contrazione: aumenta progressivamente con l'accorciamento muscolare durante l'utilizzo di strumenti (es. degli elastici). Si riscontra anche nel ciclo cardiaco ed è correlata alla diastole (Fase auxotonica)[3][4]

1. Isocinetica:
  - contrazione isocinetica concentrica: la velocità di accorciamento rimane costante durante la contrazione, la forza muscolare è superiore alla resistenza, il muscolo si accorcia;
  - contrazione isocinetica eccentrica: la velocità di allungamento rimane costante durante l’allungamento, la forza muscolare è inferiore alla resistenza, il muscolo si allunga;[2]
2. Isometrica
  - contrazione isometrica:la contrazione isometrica avviene senza variazioni di lunghezza da parte del muscolo.[1] Quelle isometriche (che avvengono a lunghezza muscolare costante) e si ottengono quando l'accorciamento del muscolo è impedito da un carico uguale alla tensione muscolare, oppure quando un carico è sostenuto in una posizione fissa dalla tensione del muscolo. Supponiamo che si debba spingere contro una struttura molto pesante che nonostante gli sforzi non avanzi nemmeno di un millimetro. La tensione muscolare generata non è sufficiente a vincere la resistenza del carico. Vuol dire che i muscoli mantengono la stessa lunghezza, cioè origine e inserzione conservano la medesima distanza pur essendoci la contrazione muscolare. Si nota una minima variazione solo nel ventre muscolare che tende a gonfiarsi ma la tensione muscolare è molto elevata. La contrazione isometrica è chiamata anche contrazione statica.